# Robert Edward Lee

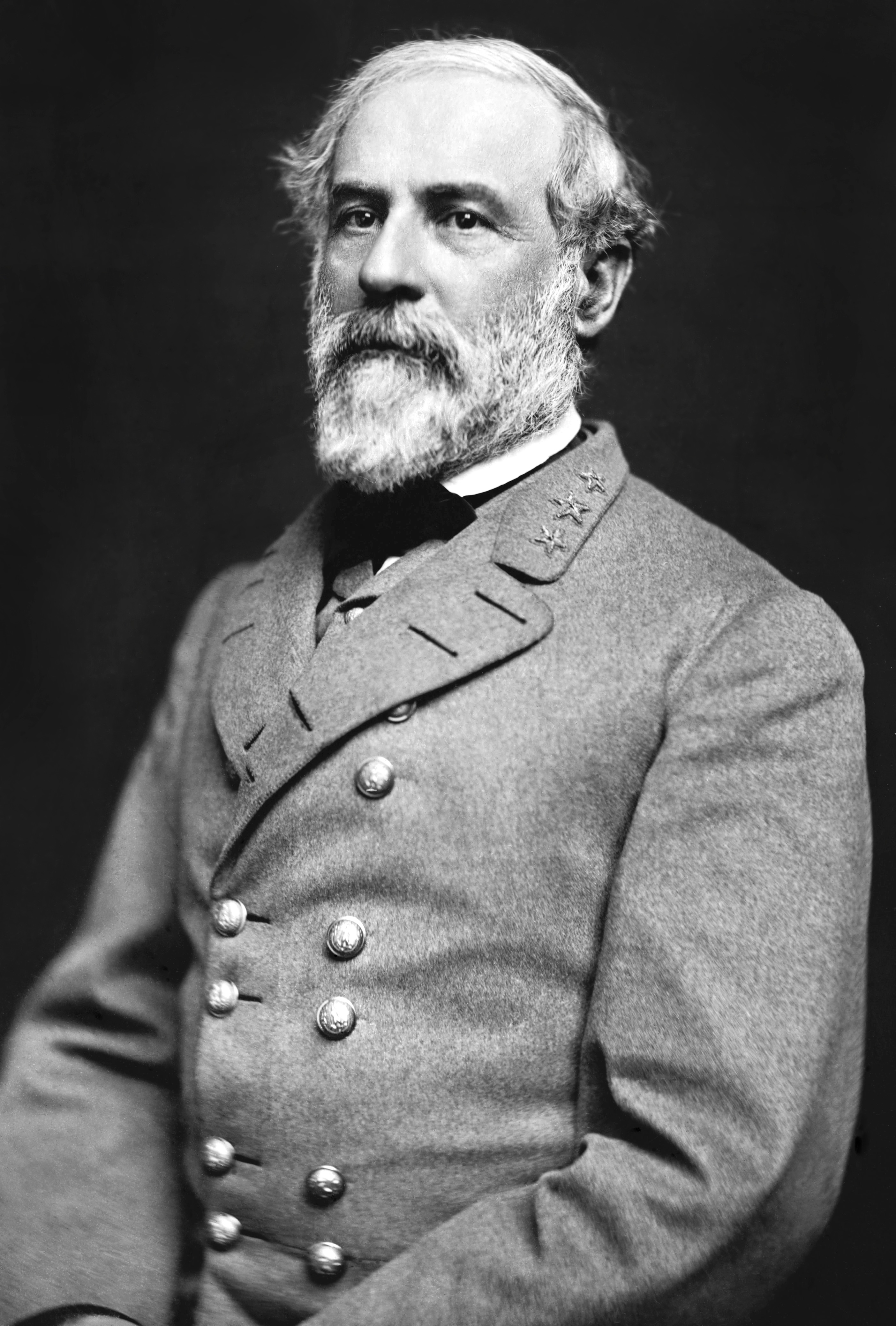
Robert E. Lee, 1864

Robert Edward Lee (* 19. Januar 1807 auf der Stratford-Hall-Plantage, Virginia; † 12. Oktober 1870 in Lexington, Virginia) war bis 1861 Oberst des US-Heeres und anschließend während des Amerikanischen Bürgerkrieges (1861–1865) der erfolgreichste General der Südstaaten. 
Seinen Ruhm begründete er mit zahlreichen Siegen, die er mit unterlegenen Kräften gegen Unions-Armeen erfocht. Sein bedeutendstes Kommando war der Oberbefehl über die Nord-Virginia-Armee. Noch im Januar 1865 zum Oberbefehlshaber des gesamten konföderierten Heeres ernannt, musste er schließlich vor den Truppen von Unions-General Ulysses S. Grant die Waffen strecken. Seine Kapitulation in Appomattox Court House am 9. April 1865 gilt als Endpunkt des Bürgerkriegs. Anschließend setzte er sich für die Aussöhnung zwischen den Kriegsparteien ein und wurde Präsident der heutigen Washington and Lee University in Lexington, Virginia. 
Lee wird teilweise heute noch als Held verehrt – vor allem, aber nicht nur, in den Südstaaten. Dass er letztlich für die Aufrechterhaltung der Sklaverei kämpfte, wird jedoch zunehmend kritisch gesehen. In den letzten Jahren wurden einige ihm gewidmete Denkmäler abgebaut, was zu teils heftigen Auseinandersetzungen zwischen konservativen und liberalen US-Amerikanern führte.

## Leben

### Elternhaus, Kindheit und Jugend
Lee entstammte einer alteingesessenen und hoch angesehenen Familie in Virginia. Sein Vater Henry Lee, genannt Light-Horse Harry, hatte sich im Unabhängigkeitskrieg ausgezeichnet und die Anerkennung George Washingtons gewonnen. Er war außerdem zeitweise Mitglied des US-Kongresses und Gouverneur von Virginia. Roberts Mutter war Anne Hill Carter Lee. Die finanziellen Verhältnisse der Familie hatten sich zu Beginn des 19. Jahrhunderts deutlich verschlechtert, Henry Lee war zeitweise bankrott und musste Zeit in einem Schuldgefängnis verbringen. Robert Edward Lee konnte deswegen nicht wie sein Bruder Charles Carter Lee in Harvard studieren, sondern wurde an Privatschulen in Alexandria, Virginia unterrichtet und gezielt auf die Berufung an die Militärakademie in West Point, New York vorbereitet, die 1825 erfolgte. Vor ihm hatte bereits sein Bruder Sydney Smith Lee eine militärische Laufbahn ergriffen und war in die United States Navy eingetreten. Auch er entschied sich 1861 für den Süden und wurde ein ranghoher Offizier der Confederate States Navy.

### Ehe und Kinder
1830 lernte Lee während eines Heimaturlaubs Mary Anna Randolph Custis, eine Urenkelin Martha Washingtons, kennen. Ihr Vater, George Washington Parke Custis, stand der Beziehung skeptisch gegenüber, weil er die Finanzmisere der Lees kannte und befürchtete, dass Lee seiner Tochter vom Gehalt eines Leutnants nicht den gewohnten Lebensstandard bieten könnte. Die Heirat fand trotzdem am 30. Juni 1831 statt. Lee lebte mit Mary und ihrem Vater gemeinsam im Custis Mansion (Arlington House) an den Ufern des Potomac in Arlington, Virginia, gegenüber von Washington, D.C. Aus der Ehe gingen vier Töchter und drei Söhne hervor.
Mary erkrankte 1850 schwer an rheumatischer Arthrose und konnte ihren Mann nicht zu seinen verschiedenen Einsatzorten begleiten. Die Ehe galt als glücklich und die beiden Ehepartner als einander treu ergeben. Während des Bürgerkrieges zog Mary mit den Töchtern nach Richmond und folgte ihrem Mann nach dem Krieg nach Lexington. Dort starb sie 1873 und wurde neben ihrem Mann beigesetzt.
Lees älteste Söhne dienten sowohl im US-Heer als auch in den Streitkräften der Konföderation: George Washington Custis Lee und William Henry Fitzhugh Lee als Generalmajore und Robert Edward Lee Junior als Hauptmann der Artillerie. G. W. Custis folgte 1871 seinem Vater als Präsident des Washington College.
Da von den sieben Kindern fünf kinderlos blieben, gab es 2002 nur 20 direkte Nachkommen Robert E. Lees.

### Karriere im US-Heer

#### West Point und die Zeit bei den Pionieren
Während seines Studiums an der Militärakademie lernte Lee den späteren konföderierten General Albert S. Johnston und den späteren Präsidenten der Konföderierten Staaten von Amerika, Jefferson Davis, kennen. Zu seinen Klassenkameraden zählte unter anderem auch der spätere konföderierte General Joseph E. Johnston, dem er während der Schlacht von Seven Pines als Oberbefehlshaber der Nord-Virginia-Armee nachfolgte. Lees Leistungen an der Akademie waren herausragend. Er schloss sie 1829 als Zweitbester seines Jahrgangs ab und hatte sich in den Jahren seiner Ausbildung keinen Tadel für ungebührliches Verhalten eingehandelt.
Nach dem Abschluss wurde Lee zum Leutnant befördert und, auch dank seiner guten Leistungen an der Akademie, dem Pionierkorps des US-Heeres zugeteilt. Nach 17 Monaten in Fort Pulaski auf Cockspur Island im Hafen von Savannah, Georgia wurde Lee nach Fort Monroe, Virginia versetzt.
1834 bis 1837 diente Lee im Stab des Inspekteurs der Pioniere – assistant in the chief engineer’s office – in Washington, D.C. Im Sommer 1835 half er dabei, die Staatsgrenze zwischen Ohio und Michigan festzulegen. 1837 erhielt er schließlich sein erstes eigenständiges Kommando.

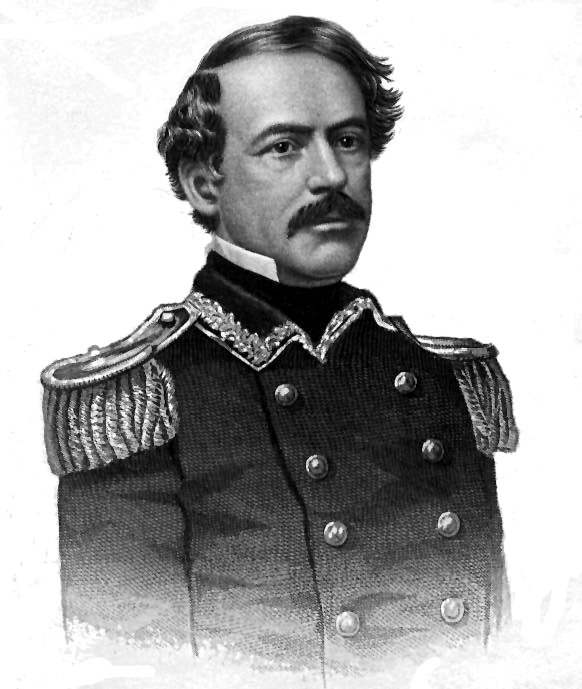
Major Robert E. Lee
Von Frank Moorem in: ed. Portrait Gallery of the War. New York: D. Van Nostrand, 1865.

Als Oberleutnant der Pioniere überwachte Lee die Arbeiten am Hafen von St. Louis und an den oberen Flussläufen des Mississippis und Missouris. Als Anerkennung seiner dortigen Arbeit wurde er zum Hauptmann befördert. 1841 wurde Lee nach Fort Hamilton, im Hafen der Stadt New York, New York gelegen, versetzt und übernahm die Verantwortung für den Bau der Befestigungsanlagen.

#### Mexikanisch-Amerikanischer Krieg
Während des Mexikanisch-Amerikanischen Krieges von 1846 bis 1848 zeichnete sich Lee im Stab von General Winfield Scott aus. Mehrere Siege waren Ergebnis seiner Aufklärungsarbeit; z. B. setzte er Artillerie an Orten ein, die vom mexikanischen General Santa Anna als dafür unmöglich bezeichnet worden waren. Im Verlauf des Krieges zeichnete sich Lee durch außerordentliche Geschicklichkeit und Tapferkeit aus. Er erwarb sich das lang währende Vertrauen Scotts, der den jungen Offizier hoch schätzte und bewunderte. Lee kämpfte in den Schlachten von Chapultepec, Contreras, Cerro Gordo und Churubusco, wurde dabei einmal verwundet und erhielt als Anerkennung seiner Leistungen drei Brevet-Beförderungen.
Die Brevet-Beförderungen schlugen sich jedoch nicht in höherem Sold nieder. Die Armee wurde nach Kriegsende wieder verkleinert, und auch der Etat des Pionierkorps wurde reduziert. Die amerikanischen Streitkräfte dieser Zeit boten zwar finanzielle Stabilität und Planbarkeit, aber nur wenig Beförderungschancen und gerade für die auf dem privaten Arbeitsmarkt gefragten Pionieroffiziere relativ niedrige Bezahlung. Lee beklagte sich oft über das Armeeleben und spielte mehrfach mit dem Gedanken, die Armee zu verlassen, setzte dies allerdings nie in die Tat um- vielleicht auch, weil er aufgrund der Erfahrungen seines Vaters die finanzielle Sicherheit besonders schätzte. Unter anderem lehnte er das Angebot des Filibusters Narciso López ab, diesen bei der geplanten Eroberung Kubas zu unterstützen.

#### Direktor von West Point und Dienst in Texas
Nach dem Mexikanisch-Amerikanischen Krieg verbrachte Lee drei Jahre beim Bau von Fort Carroll im Hafen von Baltimore, Maryland. 1852 wurde er zum Direktor der US-Militärakademie in West Point ernannt und widmete sich der Verbesserung der Gebäude und Lehrgänge sowie dem persönlichen Umgang mit den Kadetten, zu denen auch sein ältester Sohn George Washington Custis gehörte, der die Schule 1854 als Bester seines Jahrgangs abschloss. Ein Jahr später, 1855, wurde Lee Oberstleutnant und stellvertretender Kommandeur des neu aufgestellten 2. US-Kavallerie-Regiments, mit dem er an der texanischen Grenze Siedler vor Angriffen der Comanche und Apachen verteidigte. Regimentskommandeur war Oberst Albert S. Johnston, viele spätere Generale der Konföderation waren Angehörige des Regiments, z. B. William J. Hardee, Earl Van Dorn, Edmund Kirby Smith, John Bell Hood oder Lees Neffe Fitzhugh.
Dies waren nicht die glücklichsten Jahre Lees, da er nur ungern lange Zeit von seiner Familie getrennt verbrachte. Als seine Frau 1859 ernsthaft erkrankt war und Lee sich im Urlaub in Arlington befand, überfiel der radikale Sklavereigegner John Brown die Waffenfabrik des US-Heeres in Harpers Ferry (heute West Virginia). Lee erhielt den Auftrag, Brown zu verhaften und wieder für Ordnung zu sorgen. Nachdem dies erreicht war, kehrte er zu seinem Regiment nach Texas zurück und wurde nach der Lossagung Texas’ von der Union Anfang 1861 nach Washington, D.C. zurückbeordert. Dort wurde Lee zum Oberst befördert und zum Kommandeur des 1. US-Kavallerie-Regiments ernannt.

#### Lees Haltung zur Sezession und zur Sklavenfrage
Lee entstammte einer föderalistischen Familie, stand politisch den ehemaligen Whigs nahe und gehörte somit nicht zu den Anhängern der Souveränität der Einzelstaaten. In der Präsidentschaftswahl 1860 stimmte er allerdings nicht für die Constitutional Union Party und ihren Kandidaten John Bell, sondern für die Süd-Demokraten und John C. Breckinridge. Etwas widersprüchlich sind auch die ihm zugeschriebenen Aussagen zur Sezession: Einem Bericht von 1884 nach hatte er Anfang 1861 einem Freund gesagt, dass er nicht an ein von der Verfassung verbrieftes Sezessionsrecht glaube. Sein Neffe Fitzhugh Lee dagegen schrieb in seiner 1894 erschienenen Biographie des Generals, dass Lee vom Sezessionsrecht überzeugt gewesen sei.
Robert Edward Lee selbst schrieb am 23. Januar 1861 in einem Brief an seinen Sohn, dass er für die Bewahrung der Einheit der Nation alles außer seiner Ehre opfern würde.

“But I can anticipate no greater calamity for the country than a dissolution of the Union…. I am willing to sacrifice everything but honor for its preservation.”

Lee stimmte aber mit den Südstaatlern darin überein, dass sie durch die vom Norden getroffenen abolitionistischen Maßnahmen außerordentlich betroffen seien. In einem Brief an seinen Sohn am 14. Dezember 1860 lehnte er jedoch den Kurs der „Baumwollstaaten“ besonders gegen die „Grenzstaaten“ ab, diese mit Drohungen zum Abfall von der Union zu bewegen.

“I am not pleased with the course of the 'Cotton States', as they term themselves. In addition to their selfish, dictatorial bearing, the threats they throw out against the 'Border States,' as they call them, if they will not join them, argue [sic] little for the benefit.”

In dem zuerst zitierten Brief nannte er die Sezession eine Revolution, sei aber bereit, alle richtigen Schritte zur Wiedergutmachung mitzugehen.

“I feel the aggression, and am willing to take every proper Step for redress…. Secession is nothing but revolution.”

Nur folgerichtig stellte er weiter fest, dass eine Union, die nur durch Schwerter und Bajonette zusammengehalten werden könnte, für ihn nicht attraktiv sei.

“Still, a Union that can only be maintained by swords and bayonets, …has no charm for me.”

Er schrieb seinem Sohn weiter, dass, wenn die Union aufgelöst und die Regierung gespalten werde, er in seinen Heimatstaat zurückkehren, die Nöte der Bevölkerung teilen und nie mehr gegen irgendjemanden kämpfen werde, außer er müsse sich verteidigen.

“If the Union is dissolved, and the Government disrupted, I shall return to my native State and share the miseries of my people, and save in defence will draw my sword on none.”

Diese Entscheidung, im Konfliktfall neutral zu bleiben, stand also bereits im Januar 1861 fest. Trotzdem fiel ihm der endgültige Entschluss, den Dienst zu quittieren, nicht leicht. Das betonte er in seiner ablehnenden Antwort auf das Angebot, den Oberbefehl über das US-Heer zu übernehmen, am 20. April 1861.
Vom virginischen Konvent am 23. April 1861 gebeten, die Führung der virginischen Miliz zu übernehmen und neue Streitkräfte aufzubauen, nahm er diese Aufgabe entgegen seinem ursprünglichen Willen pflichtbewusst an. In einem Brief vom 25. April formulierte er den Wunsch, der ihn auch durch den Bürgerkrieg leitete, eine auf Verteidigung ausgerichtete Politik durchzuführen, um den Angriffen standhalten zu können, damit der Zorn mit der Zeit abklingen und die Vernunft die Oberhand gewinnen könnte.

“I think our policy should be purely on the defensive, to resist aggression and allow time to allay the passions and permit reason to resume her sway.”

Aufgrund der finanziellen Misere seines Vaters gehörte Lees Familie nicht zu den virginischen Großgrundbesitzern, die Dutzende von Sklaven zur Bewirtschaftung von Plantagen ausnutzten. Lee war aber trotzdem als Angehöriger der virginischen Oberschicht aufgewachsen und somit mit der Sklaverei vertraut. Seine Mutter hatte nach dem Tod seines Vaters noch rund sechs Sklaven besessen, und Lee scheint einige davon geerbt zu haben. Nach Sean Kane vom American Civil War Museum besaß sie „drei bis vier“ Familien von Sklaven. Mary Custis brachte eine Anzahl Sklaven für die Hausarbeit in den gemeinsamen Haushalt ein. 1857 starb Lees Schwiegervater George Washington Parke Custis. Custis, zu dessen Vermögen unter anderem drei Anwesen, Arlington, White House und Romancoke samt 189 Sklaven gehörten, hatte Lee zu seinem Testamentsvollstrecker gemacht. Custis vererbte je eines der Anwesen an einen seiner drei Enkelsöhne, also an Lees Söhne. Seine Sklaven sollten nach höchstens fünf Jahren ihre Freiheit erhalten. Custis hatte jedoch auch verfügt, dass jede seiner vier Enkeltöchter mit zehntausend Dollar bedacht werden sollte. Dies stellte Lee als Testamentsvollstrecker vor Schwierigkeiten, denn ein Großteil dieses Geldes musste durch die drei Anwesen, also durch die Arbeit der Sklaven, erwirtschaftet werden. Die landwirtschaftlichen Betriebe waren jedoch in keinem guten Zustand, und außerdem mussten noch 10.000 Dollar Schulden von Custis beglichen werden. Lee hatte in Arlington mehr Sklaven, als er für die Bewirtschaftung benötigte, und vermiete einige davon, wobei er nicht darauf achtete, die Familien der Sklaven zusammen zu halten. Als 1859 drei Sklaven flohen und wieder ergriffen wurden, ließ Lee sie auspeitschen. Diese Bestrafung wurde durch die New York Tribune schon kurz darauf publik gemacht. Gemäß dem Testament entließ Lee die Sklaven Anfang 1863 in die Freiheit, etwas später als verlangt. Mit ihnen entließ er auch die einzige Sklavenfamilie, die er selbst besaß, in die Freiheit.
In einem Brief, den Lee am 7. Dezember 1856 an seine Frau schrieb, wird seine Haltung zur Sklaverei deutlich. Er räumte darin zwar ein, dass die Sklaverei ein „moralisches und politisches Übel“ sei, stellt aber insgesamt fest:

“It is useless to expatiate on its disadvantages. I think it, however, a greater evil to the white than to the black race, and while my feelings are strongly interested in behalf of the latter, my sympathies are stronger for the former. The blacks are immeasurably better off here than in Africa, morally, socially, and physically. The painful discipline they are undergoing is necessary for their instruction as a race, and, I hope, will prepare and lead them to better things. How long their subjection may be necessary is known and ordered by a wise and merciful Providence. Their emancipation will sooner result from a mild and melting influence than the storms and contests of fiery controversy. This influence, though slow, is sure. […] While we see the course of the final abolition of slavery is onward, and we give it the aid of our prayers and all justifiable means in our power, we must leave the progress as well as the result in his hands, who sees the end and who chooses to work by slow things, and with whom a thousand years are but as a single day.”

„Es ist nutzlos, sich über deren Nachteile auszulassen. Ich denke aber, dass sie ein größeres Übel für die Weißen darstellt als für die Schwarzen. Und wenn ich doch großes Mitleid mit Letzteren habe, so sind meine Sympathien doch bei den Ersteren. Die Schwarzen sind hier [in Nordamerika] unermesslich besser dran als in Afrika, moralisch, sozial und physisch. Die leidvolle Disziplin, der sie sich hier unterwerfen müssen, ist nützlich für die Weiterentwicklung ihrer Rasse und wird sie, so hoffe ich, auf bessere Zeiten vorbereiten und hinführen. Wie lange ihre Unterwerfung nötig ist, weiß nur und kann nur bestimmt werden durch die weise und gnadenvolle Voraussehung. Ihre Befreiung wird eher durch milden und sanften Einfluss gelingen als durch stürmische Auseinandersetzungen und Streitereien. Dieser Einfluss, obwohl langsam, ist sicher. […]. Während wir sehen, dass die Abschaffung der Sklaverei auf dem Weg ist und wir sie mit unseren Gebeten und allen rechtlichen Mitteln unterstützen, bleibt doch der Prozess und sein Ausgang in den Händen desjenigen, der das Ende kennt, der langsam arbeitet und für den tausend Jahre nur ein einziger Tag sind.“

Sein am 18. Februar 1865 vorgeschlagener Plan, Sklaven aus der Sklaverei zu entlassen und anschließend für den Süden kämpfen zu lassen, hatte vermutlich nichts mit seiner Haltung zur Sklaverei an sich zu tun, sondern war wohl ein letzter „Strohhalm“, um die rapide schwindende Mannschaftsstärke seiner Armeen wiederherzustellen.

### Amerikanischer Bürgerkrieg

#### Entscheidung für den Süden
Am 18. April 1861, vier Tage nach den Schüssen auf Fort Sumter, bot der einflussreiche Politiker Francis Preston Blair Lee im Auftrag des Präsidenten Abraham Lincoln das Kommando über das Unionsheer an. Lee lehnte das Angebot wegen seiner Verbundenheit mit seinem Heimatstaat Virginia ab, der inzwischen auch aus der Union ausgetreten war. Sein Offizierspatent gab er am 23. April zurück, verabschiedete sich von seinen Freunden in Washington, D.C. und kehrte nach Virginia zurück.
Dort wurde er kurz darauf zum Oberbefehlshaber des virginischen Heeres ernannt. Als dieses Teil der konföderierten Streitkräfte wurde, beförderte Präsident Davis Lee und vier andere zu Brigadegeneralen. Die anderen vier erhielten Truppenkommandos, Lee musste die Verteidigung der Hauptstadt organisieren. Nach dem ersten konföderierten Sieg bei Manassas wurde der Rang des Full Generals (Vier-Sterne-Generals) geschaffen und Lee wurde nach Samuel Cooper und Albert Sidney Johnston als dritter Soldat der Konföderation zu diesem befördert. Die Abzeichen eines konföderierten Generals (drei Sterne im Eichenkranz) wollte er aber nie tragen – er trug die Abzeichen eines Obersten der Provisional Army of the Confederate States (PACS) – drei Sterne, äquivalent zu seinem erdienten Rang im US-Heer.

#### Erste Kommandos im konföderierten Heer
Sein erstes Truppenkommando erhielt Lee im Herbst 1861 im westlichen Virginia. Seine Offensive am Cheat Mountain scheiterte allerdings zum einen wegen der ungewöhnlichen Art seiner Befehlsgebung, zum anderen auf Grund der Fehler seiner Untergebenen. Immerhin gelang es ihm, das weitere Vordringen der Unionstruppen nach Osten zu verhindern; das westliche Virginia blieb unter Kontrolle des Nordens und spaltete sich 1863 als West Virginia ab.
Nach einer kurzen Verwendung als Befehlshaber des Wehrbereichs South Carolina, Georgia und Florida wurde Lee 1862 von Präsident Davis als Militärischer Berater – Kriegsminister ohne Kompetenzen – nach Richmond, Virginia berufen. Nach der schweren Verwundung von Joseph E. Johnston in der Schlacht von Seven Pines am 1. Juni 1862 übernahm er das Kommando über die Nord-Virginia-Armee. Da Generalmajor McClellan vor den Toren Richmonds stand (siehe auch Halbinsel-Feldzug), setzte Lee die Soldaten der Nord-Virginia-Armee zur Verbesserung der Befestigungen der Hauptstadt ein. Die Soldaten, die das Eingraben als unwürdig und unehrenhaft empfanden, verspotteten ihn als „King of Spades“. (Spatenkönig/engl. Wortspiel mit „Pik-König“) Später wandelte sich dieser Spott jedoch in einen Ehrennamen, als die Soldaten erkannten, dass das Eingraben besonders während Grants Überland-Feldzug Leben rettete und zu Siegen verhalf.

#### Vom Chickahominy an den Antietam
Lee gelang mit seinem neuen Kommando, woran Johnston bislang gescheitert war. In der Sieben-Tage-Schlacht vertrieb er McClellan unter hohen Verlusten für beide Seiten von der Virginia-Halbinsel. Dieser Sieg verkleinerte die Gefahr für die Stadt Richmond erheblich, von den Nordstaaten erobert zu werden. Lees Sieg war jedoch nicht so vollständig, wie er erhofft hatte, da die Durchführung der Gefechte an der schwerfälligen Umsetzung seiner Aufträge durch seine Untergebenen gelitten hatte. Um die Koordination seiner Armee zu verbessern, teilte Lee sie deswegen in zwei große „Flügel“ (“wings”) (später Korps) ein, deren Kommandeure James Longstreet und Thomas Jonathan “Stonewall” Jackson wurden. In der Zwischenzeit drohte von Norden durch Generalmajor John Pope und dessen Virginia-Armee eine neue Gefahr. Lee marschierte mit seiner Armee Pope entgegen und fügte ihm in der Zweiten Schlacht am Bull Run eine verheerende Niederlage zu.

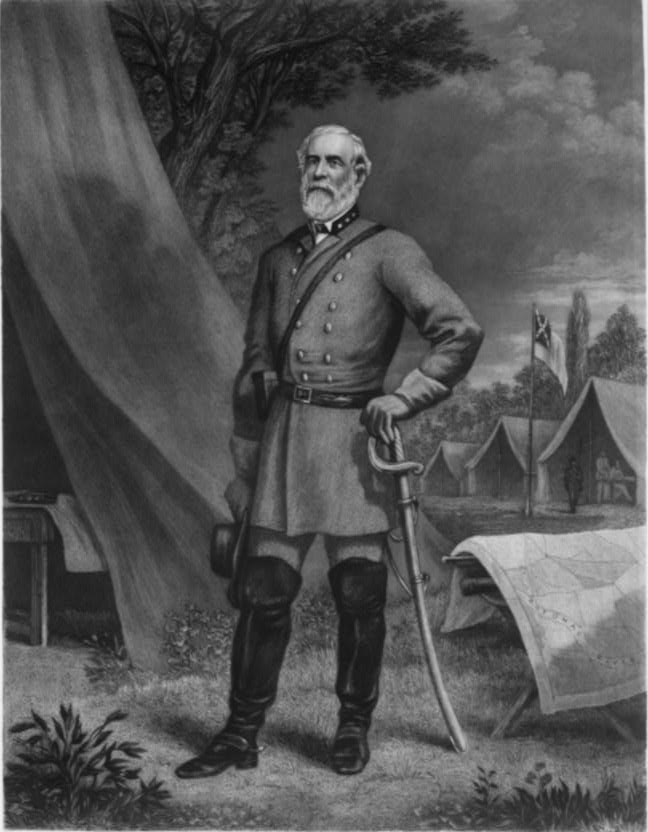
General Robert Edward Lee, Oberbefehlshaber der Nord-Virginia-Armee
Fotografie eines Stichs von John C. McRae, veröffentlicht in New York von T. Kelly, ca. 1867

Diese beiden großen Erfolge schienen das Blatt innerhalb von zwei Monaten gewendet zu haben. Lee ergriff seinerseits die Offensive und marschierte im Norden in Maryland ein. Damit wollte er die Einwohner des Sklavenhalterstaates Maryland zum Austritt aus der Union bewegen, den Farmern im nördlichen Virginia ermöglichen, ihre Ernte ohne Störungen einzubringen, und durch einen Sieg England und Frankreich dazu bringen, die Konföderation anzuerkennen. Letzteres hätte die Union zum Friedensschluss gezwungen. Vor der Schlacht am Antietam zeigte er in den Schlachten am South Mountain und bei Harpers Ferry sein taktisches Können. Zahlenmäßig stark unterlegen wurde er anschließend von General McClellan und dessen Potomac-Armee am Antietam angegriffen und konnte sich nur mit Mühe behaupten. Die hohen Verluste zwangen ihn zum Rückzug nach Virginia.

#### Die Schlachten von Fredericksburg und Chancellorsville
Lee bekam nach der Schlacht am Antietam einen neuen Gegenspieler – Generalmajor Ambrose Everett Burnside wurde neuer Oberbefehlshaber der Potomac-Armee. Burnside befahl einen Angriff über den Rappahannock bei Fredericksburg. Wegen Verzögerungen bei der Zuführung von Ponton-Brücken und der Unfähigkeit Burnsides, einen anderen Operationsplan zu entwickeln, gewann Lee die Zeit, die Verteidigung vorzubereiten. Der am 13. Dezember 1862 durchgeführte Angriff der Potomac-Armee endete unter hohen Verlusten in einer Niederlage der Nordstaatler. Lee kommentierte die hohen Verluste des Gegners mit einem seiner berühmtesten Aussprüche:

“It is well that war is so terrible — we should grow too fond of it!”

„Es ist nur gut, dass der Krieg so schrecklich ist – wir würden sonst vielleicht Gefallen daran finden.“

Nach dieser Niederlage ernannte Lincoln Generalmajor Joseph Hooker zum Oberbefehlshaber der Potomac-Armee, der im Mai 1863 beabsichtigte, Lee rechts zu umgehen und dessen linke Flanke bei Chancellorsville anzugreifen. Lee vereitelte diese Absicht durch den Entschluss, die Nord-Virginia-Armee zu teilen und seinerseits Hookers rechte Flanke anzugreifen. Es wurde ein überwältigender Sieg des Südens über die stärkeren Streitkräfte des Nordens, für den Lee allerdings einen hohen Preis bezahlen musste – neben den prozentual höheren Verlusten hatte er auch den Verlust von Stonewall Jackson zu verschmerzen, der in den Monaten zuvor sein fähigster Untergebener gewesen war und von dem er sagte, er habe mit ihm seinen „rechten Arm“ verloren.

#### Der Gettysburg-Feldzug und der Kampf gegen General Grant
Nach dem Sieg bei Chancellorsville hielt Lee seine Soldaten für unbesiegbar. Er wollte deshalb die Potomac-Armee auf dem Territorium der Union schlagen, seine Nord-Virginia-Armee aus den reichen Vorräten Pennsylvanias versorgen, den Farmern im nördlichen Virginia eine ungestörte Ernte ermöglichen und mit einem Sieg die kriegsmüden Abgeordneten im Kongress zur Einstellung der Kampfhandlungen bewegen.
Noch erbost von der Plünderung Fredericksburgs durch die Nordstaatler erließ Lee die General Orders No. 73 und ordnete an, jedwede Art von Plünderungen und Misshandlungen der Zivilbevölkerung zu unterlassen. Lee marschierte von der Potomac-Armee unbemerkt ein zweites Mal auf Unionsgebiet. Bei Gettysburg, Pennsylvania, wurde er wegen mangelhafter Aufklärung zunächst gegen seinen Willen zur dreitägigen Schlacht gezwungen, die er am Morgen des zweiten Tages jedoch annahm. Die Potomac-Armee, jetzt unter Generalmajor George Gordon Meade, wehrte alle Angriffe ab. Bezeichnend war auch hier, dass sich Lee am Abend des zweiten Tages bitterlich über die Unfähigkeit seiner Untergebenen beklagte, seine Aufträge so auszuführen, wie er sich das vorstellte. Lee erlitt hohe Verluste und war gezwungen, nach Virginia auszuweichen. Wie schon nach Antietam wurde die Nord-Virginia-Armee auch dieses Mal nicht energisch genug verfolgt. Am 8. August 1863 schickte Lee wegen der verlorenen Schlacht ein Rücktrittsgesuch an Präsident Jefferson Davis. Dieser lehnte Lees Ersuchen ab.
Anfang 1864 wurde Ulysses S. Grant, der Sieger von Vicksburg und Chattanooga, zum neuen Oberbefehlshaber des US-Heeres ernannt. Er schlug sein Hauptquartier im Feld bei Meades Potomac-Armee auf, mit der er Lees Armee vernichten wollte. Lee gelang es zwar, jeden Vorstoß Grants zu stoppen, aber der blieb standhaft bei seinem Kriegsziel und besaß dazu genügend Soldaten, um die Angriffe immer wieder an anderen Stellen zu erneuern. In der Wilderness, bei Spotsylvania Court House und bei Cold Harbor fanden blutige Schlachten statt, die jedes Mal das gleiche Ergebnis hatten: Grant wurde unter großen Verlusten auf beiden Seiten abgewehrt, wich aber nicht aus, sondern griff wenig später die Nord-Virginia-Armee an anderer Stelle erneut an.

#### Belagerung von Petersburg und Kriegsende
Nach der Niederlage bei Cold Harbor entschloss sich Grant, die Nord-Virginia-Armee am wichtigen Eisenbahnknotenpunkt Petersburg, Virginia, anzugreifen. Die Einnahme von Petersburg durch die Unionsarmeen scheiterte aber, und es kam zur Belagerung von Petersburg, die vom Juni 1864 bis April 1865 dauerte. In dieser Zeit machte sich Grant seine numerische Überlegenheit zunutze und dehnte seine Linien immer weiter aus. Lee, seit 31. Januar 1865 Oberbefehlshaber des gesamten konföderierten Heeres, wurde dadurch gezwungen, seine Linien auszudünnen.
Lee sah das Ende seiner Armee und der Konföderation kommen. Anfang 1865 drängte er zur Annahme eines schon öfter vorgebrachten, aber bis dato immer verworfenen Planes, der es Sklaven erlauben sollte, im konföderierten Heer zu dienen. Als Anreiz sollten sie im Gegenzug ihre Freiheit erhalten können. Dieser Plan trat zwar in der kurzen Zeit, die der Konföderation noch blieb, mit dem am 13. März 1865 vom Präsidenten unterzeichneten Bundesgesetz in Kraft, blieb aber bedeutungslos. Nur Virginia hatte bereits vorher ein ähnliches Gesetz verabschiedet und zwei Kompanien aufgestellt. Die Freiheit sollten diese Soldaten nicht erhalten. Nachdem Lees Nord-Virginia-Armee in monatelangen Kämpfen abgenutzt worden war, nahmen die Unionstruppen am 2. April 1865 Petersburg ein. Lee gab die Verteidigung Richmonds auf und versuchte sich General Joseph E. Johnstons Tennessee-Armee in North Carolina anzuschließen. Seine Truppen wurden aber von den vereinigten Unions-Armeen umstellt (siehe Appomattox-Feldzug) und er kapitulierte gegenüber General Grant am 9. April 1865 in der Ortschaft Appomattox Court House, Virginia.
Während der Kapitulation erklärte Lee für sich und seine Soldaten ehrenwörtlich, nie wieder die Hand gegen die Vereinigten Staaten zu erheben. Im Gegenzug garantierte ihnen Grant, von den Behörden der USA nicht belangt zu werden, so lange sie sich an das Ehrenwort und die geltenden Gesetze hielten. Lee ging daraufhin nach Hause; als nach dem Krieg der Ruf laut wurde, ihn und andere hochrangige Konföderierte vor Gericht zu stellen, wurde dies unter anderem durch das von Grant gegebene Versprechen vereitelt.

### Nachkriegszeit

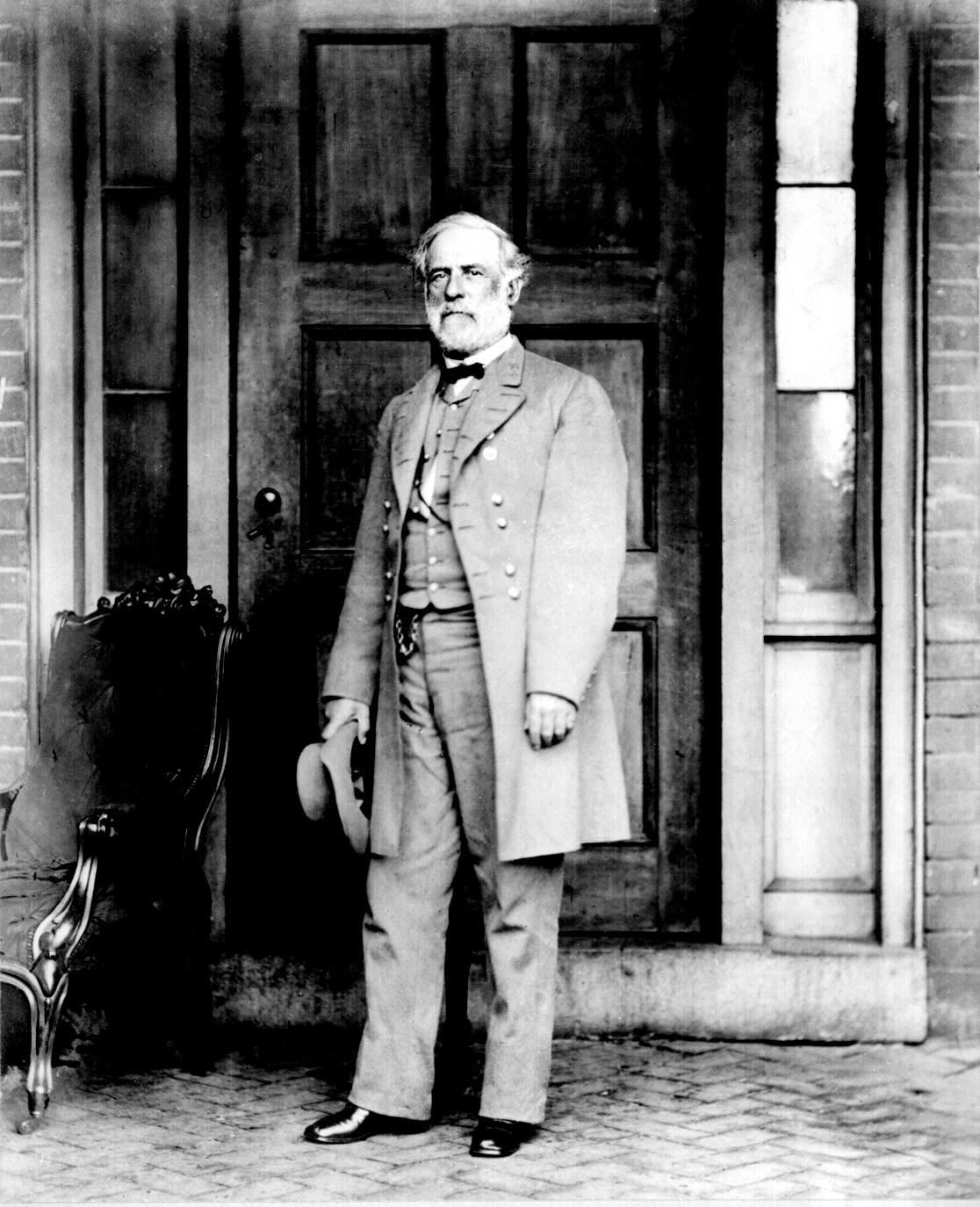
Robert Edward Lee bei Kriegsende (April 1865)

#### Versuch der Wiedererlangung der Bürgerrechte
Alle Angehörigen der Nord-Virginia-Armee hatten zunächst den Status von auf Ehrenwort entlassenen Kriegsgefangenen. Am 29. April 1865 ermöglichte Präsident Johnson es ihnen, durch das Leisten eines Treueeides auf die Union ihre Bürgerrechte zurückzuerhalten. Wie viele andere beantragte Lee diese Amnestie auch. Sie wurde ihm allerdings nie gewährt, da der damalige Außenminister William H. Seward den Antrag direkt zu den Akten legte; vermutlich nahm er an, dass der Fall bereits bearbeitet würde. Lee interpretierte das Ausbleiben einer Antwort so, dass die Regierung sich das Recht vorbehalten wolle, ihn zu einem späteren Zeitpunkt vor Gericht zu stellen. Der Irrtum klärte sich erst auf, als das Dokument Jahrzehnte später gefunden wurde. Lees Beispiel, die Amnestie zu beantragen, war eine Ermutigung für viele andere Konföderierte, den Kriegsausgang zu akzeptieren und erneut Bürger der Vereinigten Staaten zu sein.

#### Enteignung des Hauses
Lee hatte vor dem Krieg gemeinsam mit seiner Frau im Haus ihrer Familie, dem Custis-Lee Mansion, gelebt. Das Grundstück wurde während des Krieges von Truppen der Union beschlagnahmt und 1864 zum Friedhof umfunktioniert, heute ist es Teil des Nationalfriedhofs Arlington. 1882, also nach Lees Tod, entschied der Oberste Gerichtshof, dass die Enteignung illegal gewesen sei. Lees Sohn, G. W. Custis, verkaufte daraufhin das Grundstück für 150.000 Dollar an die US-Regierung.

#### Wahl zum Präsident des Washington College und Tod
Am 2. Oktober 1865 wurde Lee Präsident des Washington College (heute Washington and Lee University) in Lexington, Virginia. Unter seiner Führung wurde das Washington College eines der ersten in den USA, das Kurse in Wirtschaft, Journalismus und Spanisch anbot. Robert Edward Lee starb am 12. Oktober 1870 in Lexington an einer Herzerkrankung. Aufgrund der damals beobachteten Symptome wird heute angenommen, dass er schon seit längerer Zeit an Angina pectoris und Herzinsuffizienz litt. Dass er in den letzten zwei Wochen vor seinem Tod nicht mehr richtig sprechen konnte, wird auf einen Schlaganfall zurückgeführt.
1970 fand ein Angestellter des Nationalarchivs die Niederschrift des von Lee geleisteten Treueeids. Deswegen begnadigte Präsident Gerald Ford 1975 Robert E. Lee posthum und verlieh ihm erneut seine vollständigen Bürgerrechte.

## Lee als Feldherr

### Grundsätzliches
Aufgrund seiner militärischen Entscheidungen und Handlungen wird Lee als einer der großen Feldherren der Geschichte angesehen. Obwohl durch den Mangel an Material und politische Zwänge behindert, war sein Handeln stets wagemutig und er zögerte nie, schwerwiegende Risiken einzugehen. Meist ging dieses Konzept auch auf, scheiterte jedoch bei Gettysburg. Auf dem Schlachtfeld war er bei Angriffen energisch und in der Verteidigung hartnäckig. Bei seinen Soldaten war er beliebt. Lee dominierte das Geschehen auf dem Schlachtfeld und seine überragenden Fähigkeiten kamen gerade in den letzten hoffnungslosen Schlachten des Krieges zum Ausdruck.

### Auftragstaktik
Eine Besonderheit Lees war das Führen mit Aufträgen. Das war damals wie heute in den amerikanischen Streitkräften nicht üblich, deshalb benötigten seine Untergebenen einige Zeit, sich auf die damit verbundenen Freiheiten einzustellen. Das führte bei einigen Feldzügen zur Niederlage: Während des zweiten Tages der Schlacht von Gettysburg befahl er dem Kommandierenden General des II. Korps, Generalleutnant Richard S. Ewell, anzugreifen, wenn sich eine „favorable opportunity“ (günstige Gelegenheit) ergeben sollte. Ewell sollte eine solche Situation herbeiführen. Er wartete jedoch ab, ob eine solche eintrat. Weitere Beispiele dazu gibt es in der Sieben-Tage-Schlacht. War das gegenseitige Verständnis jedoch eingespielt, z. B. beim Maryland-Feldzug oder während der Schlachten von Fredericksburg und Chancellorsville, ergaben sich gegenüber den Nordstaatlern eindrucksvolle Siege.
Lees Strategie und Taktiken werden heute noch an Militärakademien als Musterbeispiel dafür gebraucht, wie eine personell und materiell unterlegene, schlechter ausgerüstete Armee einem übermächtigen Gegner standhalten kann.

## Ehrungen

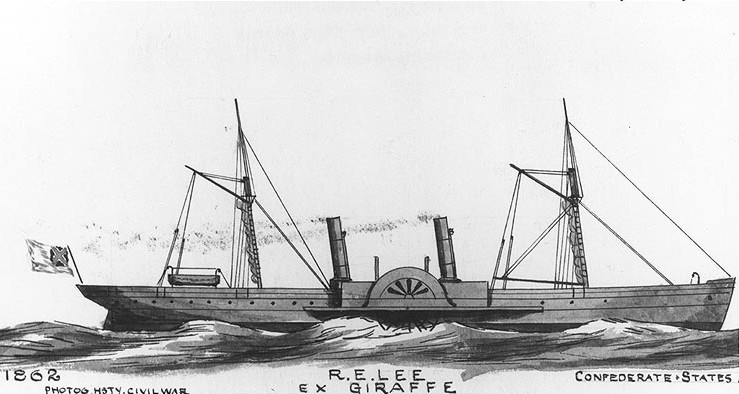
CSS Robert E. Lee

Bereits während des Sezessionskrieges, 1862, wurde ein Blockadebrecher nach Lee benannt (CSS Robert E. Lee, vormals der britische Raddampfer Giraffe). Später benannte das amerikanische Heer den Panzer M3 Lee/Grant nach ihm und seinem Gegner der Jahre 1864/65, während die amerikanische Marine das Atom-U-Boot SSN 601 auf den Namen USS Robert E. Lee taufte. In Virginia wurde der Lee-Jackson-Feiertag im Februar 2020 abgeschafft, an dem an die Geburtstage Lees und General Jacksons zwischen 1904 und 2020 jedes Jahr am Montag nach dem dritten Wochenende im Januar gedacht wurde. Auch in Alabama, Arkansas, Georgia und Mississippi gibt es Feiertage zu seinem Gedenken und in Texas wird der Confederate Heroes Day am 19. Januar, Lees Geburtstag, gefeiert. Monumente und Denkmäler zu Lees Ehren gibt es über den ganzen Süden verstreut, 1970 wurde außerdem das größte Flachrelief der Welt am Stone Mountain fertig gestellt. Es zeigt drei Persönlichkeiten der Konföderierten Staaten von Amerika: Robert E. Lee, Thomas J. Jackson und Jefferson Davis. Der Asteroid des inneren Hauptgürtels (3155) Lee ist nach ihm benannt.

## Entfernung von Denkmälern

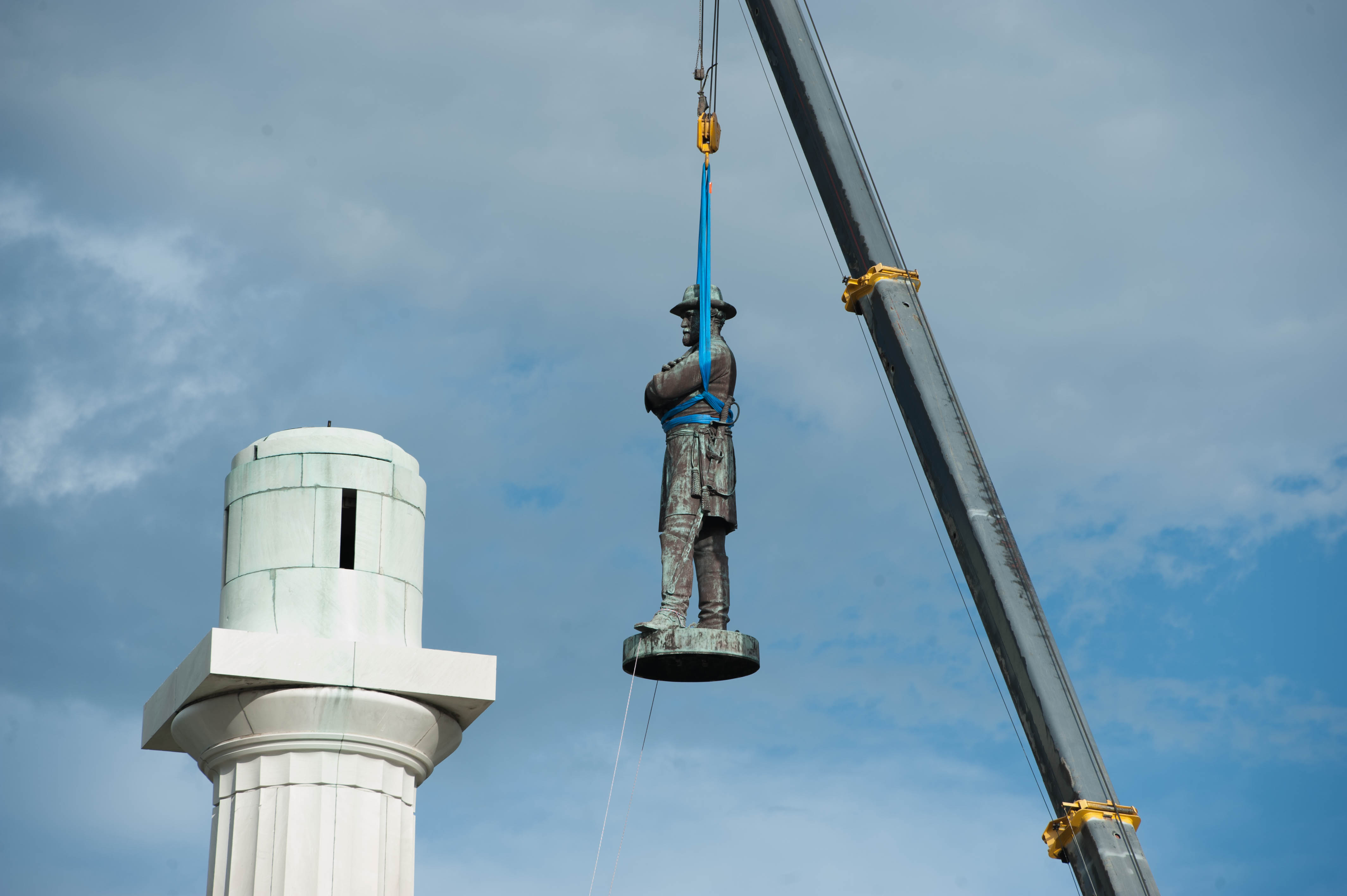
Entfernung eines Lee-Denkmals 2017

In den USA werden seit der Jahrtausendwende zunehmend Denkmäler von Südstaatengeneralen demontiert sowie nach ihnen benannte Gebäude, Straßen und Plätze umbenannt.
Am 16. Dezember 2020 entschied eine virginische Kommission, die vom Bundesstaat für die National Statuary Hall zur Verfügung gestellte Statue Lees durch ein Denkmal der amerikanischen Bürgerrechtlerin Barbara Rose Johns zu ersetzen. Die Statue wurde am 20. Dezember 2020 auf Anordnung des virginischen Gouverneurs Ralph Northam entfernt und soll im Virginia Museum of History and Culture in Richmond aufgestellt werden.
Der Stadtrat von Charlottesville beschloss am 6. Februar 2017, das Reiterstandbild Lees zu entfernen. Die Statue wurde am 10. Juli 2021 von ihrem Sockel im bereits umbenannten Market Street Park unter dem Beifall vieler Bürger entfernt und in einer städtischen Liegenschaft bis zu einer Entscheidung des Stadtrats über ihre weitere Verwertung zwischengelagert. 2023 wurde die Statue eingeschmolzen.
Im Sockel einer anderen in Virginias Hauptstadt Richmond entfernten Statue wurde am 22. Dezember 2021 eine Zeitkapsel aus dem Jahr 1887 gefunden und geöffnet. Sie enthielt drei Bücher, eine Silbermünze und einen in Leinen eingeschlagenen Umschlag.
Bis zur Umbenennung in Fort Gregg-Adams am 27. April 2023 hieß dieser Standort des US-Heeres in Virginia Fort Lee.

## Sonstiges
- Der 1969er Dodge Charger der Dukes aus der Fernsehserie Ein Duke kommt selten allein trägt den Namen „General Lee“ in Anlehnung an Robert E. Lee.